# Côm Nhật Bản
Côm Nhật Bản (danh pháp khoa học: Elaeocarpus japonicus) là một loài thực vật có hoa trong họ Côm. Loài này được Siebold mô tả khoa học đầu tiên năm 1830.